# Irving E. Sigel
Irving E. Sigel (* 1921 in Worcester (Massachusetts); † 26. Februar 2006 in Princeton) war ein US-amerikanischer Psychologe, der u. a. an der State University of New York at Buffalo gelehrt hat und über lange Jahre der leitende Forscher des Educational Testing Service war.

## Leben
Er wuchs in einer jüdischen Familie in Worcester (Massachusetts) auf. Seine Collegezeit verbrachte er mit einem Stipendium an der Clark University. Sigel studierte Psychologie an der University of Chicago und legte 1943 den B.A. ab. 1943 bis 1946 war er Personalberater bei der Armee der Vereinigten Staaten. 1946 bis 1947 war er Bewährungshelfer am Kindergericht, Westchester County, NY. Dann wechselte er an die Clark University und erwarb 1948 den M.A. in Human Development. 1947 bis 1949 war er Dozent im Fachbereich Psychologie und Wohnheimberater im Indiana University Center, East Chicago. Er promovierte (Ph.D.) 1951 an der University of Chicago. Danach hatte er eine Reihe von Professuren an verschiedenen US-amerikanischen Universitäten und Forschungsinstituten inne: 1949 bis 1951 Assistenzprofessor in der Abteilung für Psychologie des Smith Colleges, 1951 bis 1952 war er Assistant Professor für Psychologie an der Michigan State University, 1952 bis 1959 Projektleiter am Merrill-Palmer-Institute (heute Wayne State University), einem nationalen Zentrum für die Entwicklung von Kindern und Familien, 1960 Professor im Department of Educational Psychology der University of Hawaii, 1959 bis 1969 Lehrbeauftragter an der Wayne State University, 1969 bis 1973 Professor am Department of Psychology der State University of New York at Buffalo und von 1973 bis 1989 Leitender Forschungspsychologe am Educational Testing Service in Princeton. 1989 emeritierte er.

## Werk
Er beschäftigte sich hauptsächlich mit Entwicklungspsychologie, kognitiver Entwicklung, Sozialpsychologie, Kompetenz und logischem Denken. Seine Forschungen zur kognitiven Entwicklung umfassen eine Vielzahl von Themen, darunter Kindheitsentwicklung, Glaubenssysteme, akademische Leistungen und Eriksons Stufen der psychosozialen Entwicklung, kompensatorische Erziehung, soziale Kompetenz und Lerntheorie.
Er entwickelte u. a. ein Distanzierungsmodell über die Entwicklung des gegenständlichen Denkens und über die symbolischen Prozesse, die für die menschliche Evolution von zentraler Bedeutung sind. Der Grundgedanken des Modells ist, dass das gegenständliche Denken eine intrinsische menschliche Fähigkeit ist, deren Inhalte und Bedeutungen sich als Produkt von Erfahrungen im soziokulturellen Umfeld erweisen. Die Erfahrungen, die in diesem Modell thematisiert werden, sind die „Distanzierungsanforderungen“ oder „Distanzierungsstrategien“. Es wird angenommen, dass der Inhalt (Strategien auf niedriger, mittlerer und hoher Ebene) und die Form (z. B. interrogativ versus deklarativ) der verbalen Produktionen eines Erwachsenen im Verlauf seiner Interaktion mit einem Kind einen wichtigen Einfluss auf die Repräsentationskompetenz des Kindes haben. Das Psychologische Distanzierungsmodell (PDM) wird dabei als Metapher konzeptualisiert – als Brücke zwischen exogenen kognitiven Anforderungen und der Verinnerlichung und dem Verständnis der Repräsentationsregel.

## Ehrungen/Positionen
- Präsident der American-Psychological-Association-Abteilung 7 (Entwicklungspsychologie)
- Präsident der Jean-Piaget-Gesellschaft
- Fellow der Society for Research in Child Development
- Jerome S. Bruner Award
- Mitglied von Phi Beta Kappa
- 2002: Lifetime Achievement Award der Jean-Piaget-Gesellschaft

## Privates
Er war verheiratet mit Dr. Roberta Sigel.

## Publikationen (Auswahl)
Monografien
- Methods of Family Research. Biographies of Research Projects. Taylor & Francis Group, Thames, Oxfordshire 2020.
- Mit Kathleen Tyner: Development of Mental Representation. Theories and Applications. Taylor & Francis Group, Thames, Oxfordshire 2013.
- Changing Families. Springer 2012.
- Mit Ann V. McGillicuddy-DeLisi; Jacqueline J Goodnow: Parental belief systems. The psychological consequences for children. L. Erlbaum Associates, Hillsdale, NJ. 1985.
- Logical thinking in children; research based on Piaget's theory. Holt, Rinehart and Winston, New York City 1968.

Herausgeberschaften
- Mit Richard B. Kearsley: Infants at risk. assessment of cognitive functioning. Assessment of Cognitive Functioning. Lawrence Erlbaum Associates, Hillsdale, NJ. 2023.
- Mit William Damon; Richard M. Lerner; K. Ann Renninger: Handbook of Child Psychology, Volume 4, Child Psychology in Practice (6., Auflage). John Wiley & Sons, New York, NY 2007, ISBN 978-0-470-05055-2.
- Development of Mental Representation. Theories and Applications. Psychology Press, New York, NY 2014, ISBN 978-1-138-00260-9.
- Mit Luis M. Laosa: Families as Learning Environments for Children. Springer 1982

Zeitschriftenartikel
- Mit Ann V. McGillicuddy-De Lisi: Rod Cocking's legacy: The development of psychological distancing. In: Journal of Applied Developmental Psychology, 2003, 24 (6), S. 697–711.
- The Psychological Distancing Model: A Study of the Socialization of Cognition. In: Culture & Psychology, 2002, 8 (2), S. 189–214.
- Does Hothousing Rob Children of Their Childhood? In: Early Childhood Research Quarterly, 1987, 2 (3), S. 211–225.
- Mit K. Ann Renninger: The development of cognitive organization in young children: An exploratory study. In:  Early Child Development and Care, 1987, 29 (2), S. 133–161.
- Early social experience and the development of representational competence. In: New Directions for Child Development, 1986, (32), S. 49–65.
- Elterliche Überzeugungen und deren Rolle bei der kognitiven Entwicklung von Kindern: Parents' beliefs and their role in the cognitive development of children. In: Unterrichtswissenschaft Zeitschrift für Lernforschung, 1994, 22 (2), S. 160–181.
- The need for conceptualization in research on child development. In: Child Development, 1956, 27, 241–252.